# 特別の法律により設立される法人
特別の法律により設立される法人（とくべつのほうりつによりせつりつされるほうじん）とは、日本の会社法及び一般社団・財団法人法（かつては商法及び民法）以外の法律により設立され、全国を地区とする法人のうち、独立行政法人、特殊法人、認可法人、共済組合あるいは特別民間法人でないものをいう。

## 概要
特別の法律により設立される法人の運営に関する指導監督基準（平成18年（2006年）8月15日閣議決定）により定義された。これらの法人は、以下のいずれか一つ以上に該当している。
- 法律により国の事務を行う事が規定されている
- 法人が行った事務に対して行政不服審査法または設立根拠法に基づく国に対する審査請求、異議申出の制度がある
- 国からの補助金等と密接な関係を有する業務を行う
- 国が当該法人の借入等に係る債務保証をする事ができるとされている

ここに該当する団体の分類総称は、基準の素案が検討されるまでは公式に存在せず、本ページの定義文のような非常に冗長な文言でしか表現できなかったが、公益法人制度改革に関連する各種法律の新規または改正施行を前に、小泉第三次改造内閣はこれを定義したうえで、各所管庁に対して他の公益法人等と概ね共通する指導監督の基準を示す事となった。また、これと併せ「公益法人の設立許可及び指導監督基準（平成14年4月26日閣議決定）」、「特別の法律により設立される民間法人の運営に関する指導監督基準（同）」も同日改正となった。
なお、消費税法における「特別の法律により設立された法人」には、本ページの法人以外に特殊法人や特別民間法人も含まれている。

## 該当法人の一覧
13団体存在し、うち3団体は複数の府省の共管となっている。法律により特定の名称を用いることが規定されている団体と、そうでない団体とがあるが、いずれも「○○法人」の文字は含まれていない。
| 法人の名称                     | 設立根拠法                             | 所管府省                        |
| ------------------------------ | -------------------------------------- | ------------------------------- |
| 日本証券業協会                 | 金融商品取引法                         | 内閣府（金融庁）                |
| 損害保険料率算出機構           | 損害保険料率算出団体に関する法律       | 内閣府（金融庁）                |
| 日本貸金業協会                 | 貸金業法                               | 内閣府（金融庁）                |
| 生命保険契約者保護機構         | 保険業法                               | 内閣府（金融庁） 財務省         |
| 健康保険組合連合会             | 健康保険法                             | 厚生労働省                      |
| 国民年金基金連合会             | 国民年金法                             | 厚生労働省                      |
| 船員災害防止協会               | 船員災害防止活動の促進に関する法律     | 厚生労働省 国土交通省           |
| 全国土地改良事業団体連合会     | 土地改良法                             | 農林水産省                      |
| 全国食肉業務用卸協同組合連合会 | 中小企業等協同組合法                   | 農林水産省                      |
| 日本商品先物取引協会           | 商品先物取引法                         | 農林水産省 経済産業省           |
| 全国石油商業組合連合会         | 中小企業団体の組織に関する法律         | 経済産業省 （資源エネルギー庁） |
| 原子力発電環境整備機構         | 特定放射性廃棄物の最終処分に関する法律 | 経済産業省 （資源エネルギー庁） |
| 日本弁護士連合会・各弁護士会   | 弁護士法                               | なし                            |